# El Castellar (espacio natural)
El Castellar es una zona esteparia localizada al noroeste de la ciudad de Zaragoza, caracterizada por su gran valor natural y paisajístico. La zona está protegida por las figuras de LIC (Lugares de Importancia Comunitaria) y ZEPA (Zona de especial protección para las aves). Estos montes deben su nombre a la antigua población de El Castellar, zona poblada desde la antigüedad, de la que hoy sin embargo solo quedan ruinas. Casi la totalidad de los montes de El Castellar, unas 34 000 ha, forman parte del campo de maniobras de San Gregorio, mayor campo militar de España y el segundo en extensión terrestre más grande de Europa.

## Situación geográfica
El Ebro transcurre con la orilla derecha al suroeste y la orilla izquierda al noreste.
Al sur del río, se extiende el valle del Ebro y a lo lejos el sistema Ibérico, del cual destaca el Moncayo. El lado noroeste es la zona esteparia que compone los Montes de El Castellar, repleta de barrancos en los que desaguan los numerosos torrentes que se producen tras las lluvias tormentosas.

## Flora y fauna
El establecimiento del campo de maniobras de la Brigada de Caballería de San Gregorio perteneciente al Ejército de Tierra de España y a la Academia General Militar a principios del siglo XX ha permitido la conservación de diversas especies de fauna y flora que son hoy en día muy raras en el resto de España.
El área militar es una zonaen estado natural, desde hace muchas décadas vedada al pastoreo y a los cultivos, y habitualmente sin transeúntes que perturben a la fauna. Esto ha permitido que una fauna y flora muy rica y variada se haya extendido desde Remolinos al oeste hasta el espacio natural del galacho de Juslibol, al este. 
Toda el área de los montes de El Castellar tiene clima mediterráneo continental, con fuerte irregularidad interanual de sequía estival prolongada y fuertes vientos. La vegetación clímax preponderante fue siempre de arbustos espinosos siempre verdes, bioma comúnmente conocido como chaparral (por la especie típica Quercus coccifera o chaparro) en su mayor parte degradado actualmente a romerales, tomillares o aliagares. 
Las zonas más expuestas al viento y el fuego eran ocupadas por estepas y espartales de albardín o especies afines de pastos de gramíneas y bulbosas como asfódelos, orquídeas, gladiolos, Liliaceaes: (cólquicos, crocos, nazarenos, Amaryllidaceaes: (narcisos, ajos silvestres)... Las zonas de inversión térmica estaban característicamente ocupadas, como en el resto del Valle del Ebro, por enebros y sabinas.

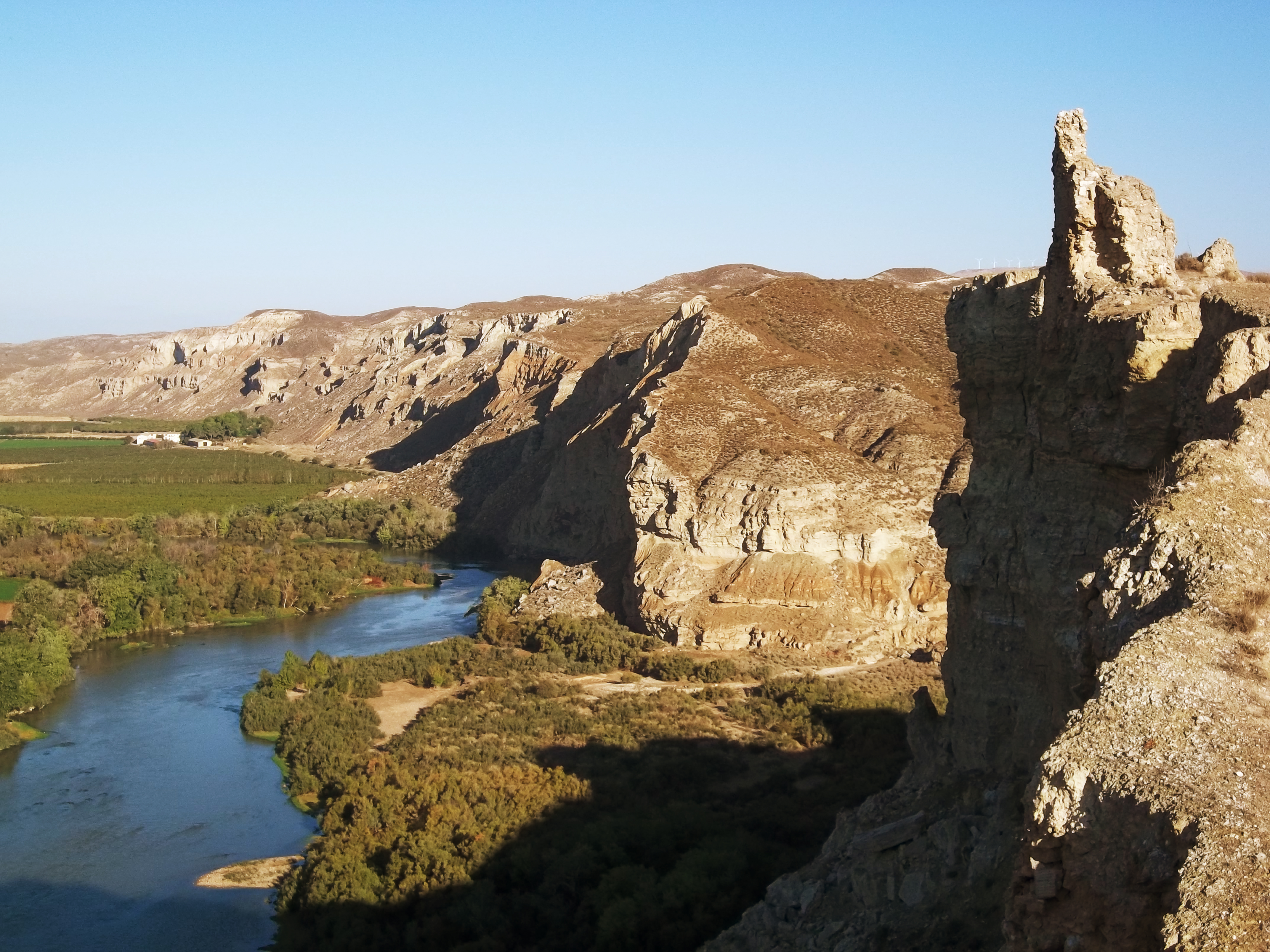
En el límite sur del espacio natural, el escarpe de yesos —formado por la incisión del río Ebro— genera un gran contraste de entornos y diversidad de especies.

El mesoclima está condicionado por la humedad edáfica en algunas zonas y las frecuentes nieblas, sobre todo durante los anticiclones invernales, que humedecen de forma más marcada la ladera norte o la parte alta de determinadas colinas con condiciones topográficas especialmente favorables para la condensación. 
Las escasas zonas más favorables para vegetación leñosa de gran porte, se situaban junto al río Ebro o en el fondo de determinados barrancos con especies como majuelo, tamariz, olmo, chopo, álamo, arce, durillo, sabina, enebro... muy importantes para la nidificación de las aves pero a nivel espacial siempre poco comunes.
En las aledañas tierras altas esteparias crecen pinos y hay matorrales de enebros, sabinas, coscoja, boj, olivos, almendros y jaras. 
Entre las especies dominantes presentes (aunque hoy en día muy escasas) hay Quercus coccifera, Quercus ilex o el Acer monspessulanum que sirven de abrigo, alimento y sombra a la fauna y flora local. Destacan también poblaciones dispersas de acebuche, coscoja,  efedra, endrino, enebro, madreselva autóctona, majuelo, varias especies de esparragueras, espino negro, palmito, Pinus halepensis, Juniperus, zarzaparrilla, etc.
Sin embargo, las especies herbáceas y pratenses, estacionales y de pequeño porte, son su mayor riqueza ya que el campo de maniobras no ha sido tratado nunca con herbicidas y está vedado al pastoreo desde su creación. Gracias a esto varias de las especies presentes son consideradas raras o están extinguidas en el hábitat estepario, y con ellas las especies animales invertebradas que dependen de ellas, (como coleópteros, ortópteros no voladores, lepidópteros...). Son comunes mariposas como Zerynthia rumina, limonera, punta anaranjada marroquí. También pueden observarse escasísimas luciérnagas, arácnidos como el escorpión, la viuda negra mediterránea, la tarántula o al menos una especie muy rara en Europa de solifugae denominada araña camello, con algunos ejemplares de gran tamaño.
En los arroyos salobres con agua estacional se encuentran varias especies endémicas. La diversidad de especies en aves insectívoras es la mayor del interior del valle del Ebro, con algunas poblaciones de torcecuellos, currucas rabilargas, buitrones, etc., ligadas a los bosques de ribera, carrizales de las áreas salinas, el chaparral y la estepa.

## Clima

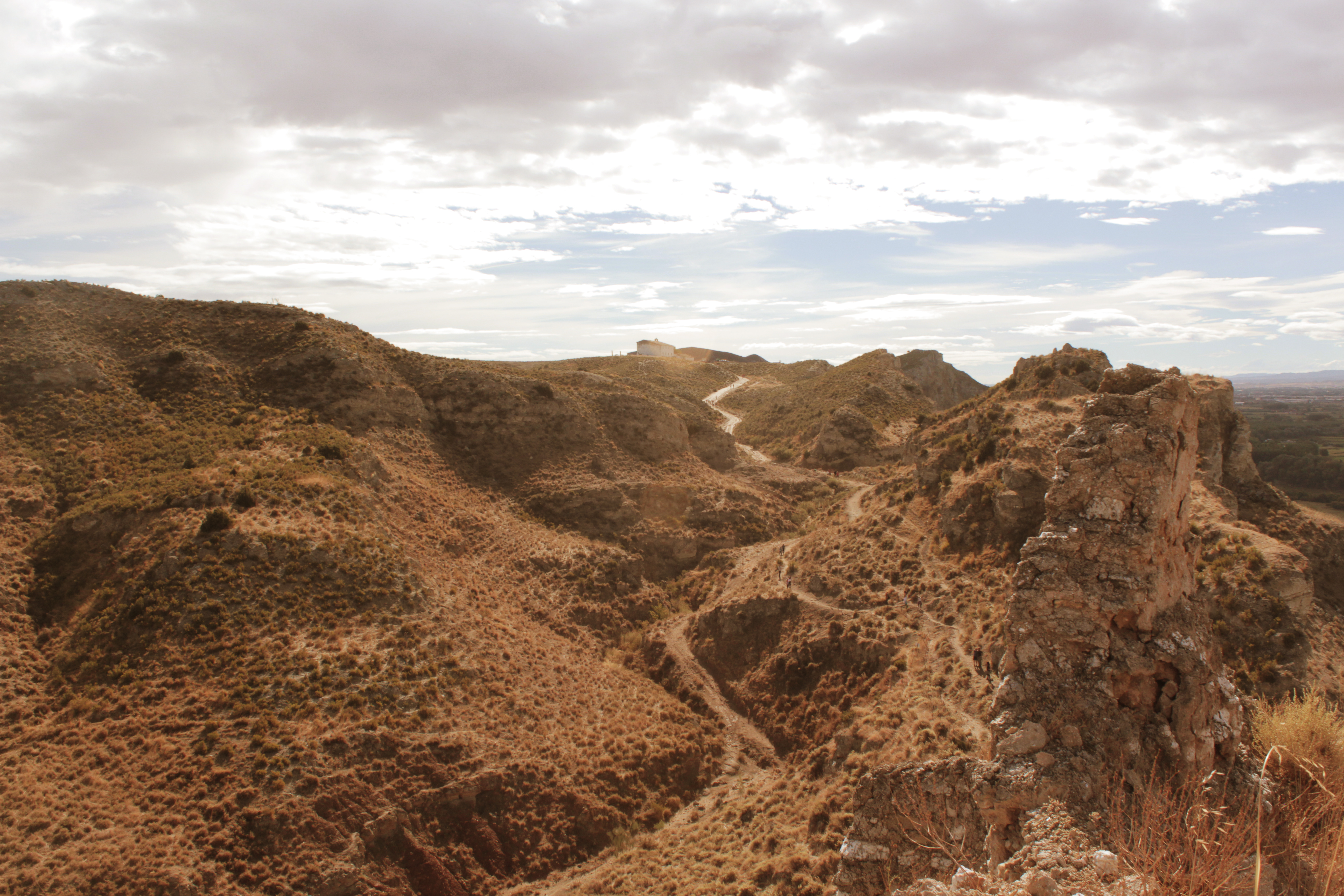
Ermita de la Virgen de El Castellar en el plano superior desde las ruinas del Castillo, apriécese el paisaje semidesértico.

El rasgo más relevante son las precipitaciones escasas (entre 300 y 400 mm/anuales), que además se reparten de forma escasa e irregular, lo que lleva a esta zona a ser la segunda más árida de la península ibérica y, por tanto, de Europa. 
El clima es de carácter mediterráneo continental. El mes más frío es enero, seguido de diciembre y febrero, y el más caluroso es julio, seguido de agosto. La diferencia de temperaturas entre verano e invierno es extrema, acentuada por la insolación y el viento. La topografía y la masa forestal constituyen los factores modificadores del tipo de clima dominante. Las laderas y el piedemonte del escarpe alcanzan durante el día altas temperaturas y concentraciones de calor en comparación con zonas limítrofes, lo que proporciona condiciones propicias para especies heliófilas y de origen africano. En verano las elevadas temperaturas contrastan con las umbrías del bosque de ribera mucho más frías y húmedas. El acuífero fluvial crea en algunas zonas unas condiciones ecológicas que no se corresponden con las climáticas, permitiendo que especies de clima oceánico estén presentes en un área mediterránea. 
El territorio se organiza ligeramente basculado en dirección Suroeste. La escasez y el marcado carácter estacional de las lluvias, más frecuentes en otoño e invierno, unido a las altas temperaturas hace que no existan manantiales o arroyos permanentes durante todo del año (salvo el arroyo del Barranco Salado, en Torres de Berrellén). Las cuencas fluviales son torrentes tributarios del Ebro y se corresponden con las conocidas como subtropicales mediterráneas, caracterizadas por cursos cortos y de pendiente considerable, cuyo cauce permanece seco durante varios años, como por ejemplo el Barranco de los Lecheros que desagua en el Galacho de Juslibol a la altura del Castillo de Miranda.

## Figuras de protección
Desde julio de 2000 este espacio está protegido con la figura de Lugar de importancia comunitaria, bajo la Directiva de Hábitats y dentro de la Red Natura 2000. Según la Agencia Europea de Medio Ambiente, gracias a esta normativa quedan protegidas 3 tipos de hábitats diferentes:
- "Matorrales halófilos mediterráneos y termoatlánticos"
- "Vegetación gypsícola mediterránea"
- "Matorrales arborescentes de Juniperus spp."

Asimismo se pueden contabilizar al menos 67 especies animales protegidas bajo las Directivas de Naturaleza, 61 de ellas aves, que sin embargo no lo están por la Directiva de Aves.